# Združenje zdravstvenih zavodov Slovenije
Združenje zdravstvenih zavodov Slovenije je stanovska skupnost javnih zdravstvenih zavodov v Sloveniji.
Združenje je nastalo leta 1992 kot pravni naslednika Poslovne skupnosti za zdravstvo Slovenije oz. Skupnosti zdravstvenih zavodov SR Slovenije, ki je bila ustanovljena že leta 1963. 
Združenje je prostovoljno, člani so lahko javni zdravstveni zavodi in druge pravne osebe, ki opravljajo zdravstveno dejavnost na podlagi dodeljene koncesije.
Med temeljne naloge združenja sodi medsebojno povezovanje in sodelovanje članov in zastopanje njihovih interesov. Skrbi za medsebojno obveščanje in izmenjavo izkušenj ter prek svetovanja zagotavlja boljše pogoje za delovanje svojih članov.
Združenje je član Evropskega združenja bolnišnične in zdravstvene oskrbe (HOPE), sodeluje tudi z nekaterimi drugimi sorodnimi mednarodnimi organizacijami.